# Marjolijn Schenk
Marjolijn Schenk (Enkhuizen, 1996) is een Nederlands korfballer. Ze speelt op het hoogste niveau korfbal, namelijk in de Korfbal League bij Koog Zaandijk. Daarnaast is Schenk speelster van het Nederlands korfbalteam en won namens Oranje goud op het WK van 2019.

## Carrière
Schenk begon met korfbal bij DTS (Enkhuizen). Schenk debuteerde in het eerste team op 13-jarige leeftijd.
In 2015, op 18-jarige leeftijd stapte Schenk over naar Koog Zaandijk dat in de Korfbal League speelde.
In haar eerste seizoen bij KZ debuteerde ze dan ook in de Korfbal League. In dat seizoen speelde ze 3 wedstrijden op het hoogste niveau mee.
Schenk speelde ook in 2016-2017 voornamelijk in KZ 2, maar maakte ook steeds meer minuten in de hoofdmacht.
In haar tweede seizoen kwam ze uit op 9 wedstrijden in het eerste team.
Vanaf seizoen 2017-2018 is Schenk basisspeelster in KZ 1. In dit seizoen maakte ze 34 goals. In seizoen 2018-2019 maakte ze 39 goals en was hiermee achter Esther Cordus de scorende dame in de selectie.
In seizoen 2020-2021 begon de competitie wat later dan normaal, vanwege COVID-19. Koog Zaandijk plaatste zich als 2e in Poule A voor de play-offs. In de eerste play-off ronde versloeg KZ in 2 wedstrijden DOS'46, waardoor de ploeg in de 2e play-off ronde terecht kwam (halve finale ronde). Hierin trof KZ de verdedigend kampioen Fortuna. In deze best-of-3 serie won Fortuna de eerste wedstrijd, maar KZ won de tweede. Hierdoor werd deze ronde beslist in de derde wedstrijd. Fortuna won deze laatste wedstrijd met 22-15, waardoor het seizoen voor KZ strandde in de play-offs.
Seizoen 2021-2022 was een bijzonder seizoen. Dit was het tweede en tevens laatste seizoen waarin de Korfbal League uit 12 teams bestond.
In de eerste competitie fase plaatste Koog Zaandijk zich voor de zogenoemde kampioenspoule. In deze kampioenspoule ging het aan het eind van de competitiefase mis voor Schenk. In de wedstrijd tegen PKC raakte ze ernstig geblesseerd. Ze bleek haar enkel en kuitbeen te hebben gebroken. Hierdoor was het seizoen voor Schenk vroegtijdig afgesloten.
Seizoen 2023-2024 werd een bijzonder seizoen voor KZ. Voor het seizoen begon kreeg de ploeg een kwaliteitsimpuls vanwege de komst van KV Groen Geel spelers Kevin Dik en Carlo de Vries. Hierdoor was de ploeg aardig versterkt ten opzichte van vorig seizoen. Gedurende het seizoen deed de ploeg het goed en na de 18 competitieduels eindigde de ploeg met 27 punten op de 4e plek. Hierdoor plaatste KZ zich voor de play-offs. Tegenstander in de play-off serie was titelfavoriet PKC. In de best-of-drie serie verloor KZ in 2 wedstrijden, waardoor de ploeg zich niet plaatste voor de zaalfinale.
Seizoen 2024-2025 werd een seizoen voor KZ zonder nacompetitie. In het zaalseizoen werd de ploeg 5e en miste op 2 punten na de play-offs. Ook in de veldcompetitie plaatste de ploeg zich niet voor de play-offs, waardoor het een seizoen werd in de middenmoot.

## Oranje
Eind 2018 werd Schenk een speelster van het Nederlands korfbalteam onder bondscoach Wim Scholtmeijer.
Ze won goud voor Oranje op het WK van 2019. Hierna viel ze af voor de selectie van het EK van 2021.